# Бад-Ліппшпрінге
Бад-Ліппшпрінге (нім. Bad Lippspringe) — місто в Німеччині, знаходиться в землі Північний Рейн-Вестфалія. Підпорядковується адміністративному округу Детмольд. Входить до складу району Падерборн.
Площа — 50,99 км2. Населення становить 16 408 ос. (станом на 31 грудня 2020).